# Kim Sun-nam
Kim Sun-nam – północnokoreański zapaśnik w stylu wolnym. Brązowy medalista mistrzostw Azji w 2008 roku.